# Holjukari
Holjukari är en ö i Finland.   Den ligger i kommunen Sastmola i den ekonomiska regionen  Björneborgs ekonomiska region  och landskapet Satakunta, i den sydvästra delen av landet, 270 km nordväst om huvudstaden Helsingfors.